# Reliance (Wyoming)
Reliance est une census-designated place située dans le comté de Sweetwater, dans l’État du Wyoming, aux États-Unis. Lors du recensement de 2010, sa population s’élevait à 714 habitants.

## Source
- (en) Cet article est partiellement ou en totalité issu de l’article de Wikipédia en anglais intitulé « Reliance, Wyoming » (voir la liste des auteurs).